# Rhyacophila mortoni
Rhyacophila mortoni är en nattsländeart som beskrevs av Douglas E. Kimmins 1953. Rhyacophila mortoni ingår i släktet Rhyacophila och familjen rovnattsländor. Inga underarter finns listade i Catalogue of Life.